# On the Radio: Greatest Hits Volumes I & II
| Recensione       | Giudizio |
| ---------------- | -------- |
| AllMusic         |          |
| Robert Christgau | A        |
| Slant Magazine   |          |

On the Radio: Greatest Hits Volumes I & II è una raccolta di successi della cantautrice statunitense Donna Summer, pubblicata su vinile a 33 giri il 15 ottobre 1979 dall'etichetta Casablanca.

## Tracce
Lato A
1. On the Radio – 4:00 (Giorgio Moroder - Donna Summer)
2. Love to Love You Baby – 4:07 (Pete Bellotte - Giorgio Moroder - Donna Summer)
3. Try Me, I Know We Can Make It – 3:24 (Pete Bellotte - Giorgio Moroder - Donna Summer)
4. I Feel Love – 3:20 (Pete Bellotte - Giorgio Moroder - Donna Summer)
5. Our Love – 3:43 (Giorgio Moroder - Donna Summer)

Lato B
1. I Remember Yesterday – 4:46 (Pete Bellotte - Giorgio Moroder - Donna Summer)
2. I Love You – 3:12 (Pete Bellotte - Giorgio Moroder - Donna Summer)
3. Heaven Knows – 3:30 (Pete Bellotte - Giorgio Moroder - Donna Summer) – con i Brooklyn Dreams
4. Last Dance – 4:56 (Paul Jabara)

Lato C
1. MacArthur Park – 3:54 (Jimmy Webb)
2. Hot Stuff – 2:54 (Pete Bellotte - Harold Faltermeyer - Keith Forsey)
3. Bad Girls – 3:05 (Joe Esposito - Eddie Hokenson - Bruce Sudano - Donna Summer)
4. Dim All the Lights – 4:11 (Donna Summer)
5. Sunset People – 4:32 (Pete Bellotte - Harold Faltermeyer - Keith Forsey)

Lato D
1. No More Tears (Enough Is Enough) – 11:46 (Paul Jabara - Bruce Roberts) – duetto con Barbra Streisand
2. On the Radio (Long Version) – 5:10 (Giorgio Moroder - Donna Summer)

## Classifiche
| Classifica (1979/1980) | Posizione massima |
| ---------------------- | ----------------- |
| Germania               | 42                |
| Italia                 | 10                |
| Norvegia               | 39                |
| Nuova Zelanda          | 2                 |
| Paesi Bassi            | 40                |
| Regno Unito            | 24                |
| Stati Uniti            | 1                 |
| Svezia                 | 29                |

### Classifiche di fine anno
| Classifica (1979/1980) | Posizione |
| ---------------------- | --------- |
| Italia                 | 31        |